# Stazione di Ichigaya
La stazione di Ichigaya (市ヶ谷駅?, Ichigaya-eki) è una stazione ferroviaria di Tokyo che serve la Chūō-Sōbu della JR East e le linee Namboku e Yūrakuchō della metropolitana di Tokyo.

## Linee

### Treni
- East Japan Railway Company
  - ■ Linea Chūō-Sōbu

### Metropolitana
- Tokyo Metro
  -  Linea Namboku
  -  Linea Yūrakuchō
- Toei Metro
  -  Linea Shinjuku